# 電球形蛍光灯

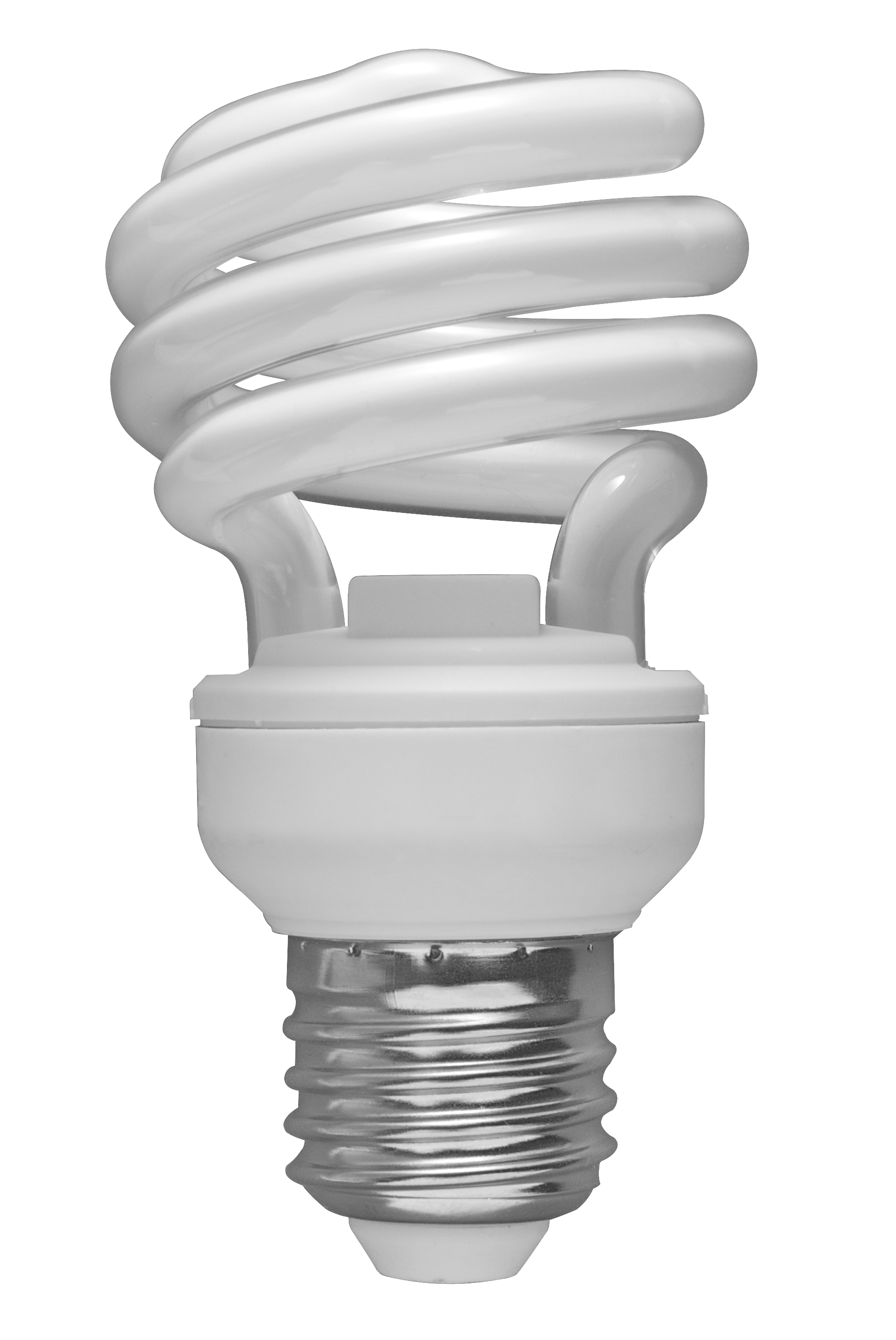
発光管に螺旋形状を採用した電球形蛍光灯。

電球形蛍光灯（でんきゅうがたけいこうとう、英: Compact fluorescent lamp・CFL）とは、白熱電球に用いるねじ込みランプソケットに、そのまま装着して使用できる蛍光灯である。電球形蛍光ランプとも呼ばれる。

## 概要
白熱電球は、瞬時に点灯することができ、形状も小形でねじ込みランプソケットのみで簡便に使用できるという利点があるが、効率は他の光源に劣る。蛍光灯は、電球の6倍程度の効率、6倍程度の寿命を有するが、安定器や専用器具を必要とし、点灯時間も数秒程度必要であるという欠点がある。白熱電球の利点と、蛍光灯の利点とを併せ持つ、ねじ込みランプソケットを利用し、白熱電球と同じ大きさ、同じ明るさで瞬時点灯ができる「電球形蛍光灯」の製品化は、古くから望まれ多くの研究者や企業が開発に注力してきた。白熱電球（A形）と同じ大きさ、同じ明るさについては1998年10月に、瞬時点灯については2003年10月に、いずれも東芝ライテック株式会社が製品化に成功している。その後も改良が続けられたが、電球形蛍光灯には微量の水銀が使われているため、2017年5月18日に発効した水銀に関する水俣条約（英: Minamata Convention on Mercury）により、2020年末をもって水銀含有量が5mgを超える製品の製造、輸出及び輸入が禁止された。また、2020年3月に開催された同条約第4回締結国会議において、2025年末をもって製品の製造、輸出及び輸入が全面禁止されることが決まっている。

## 歴史

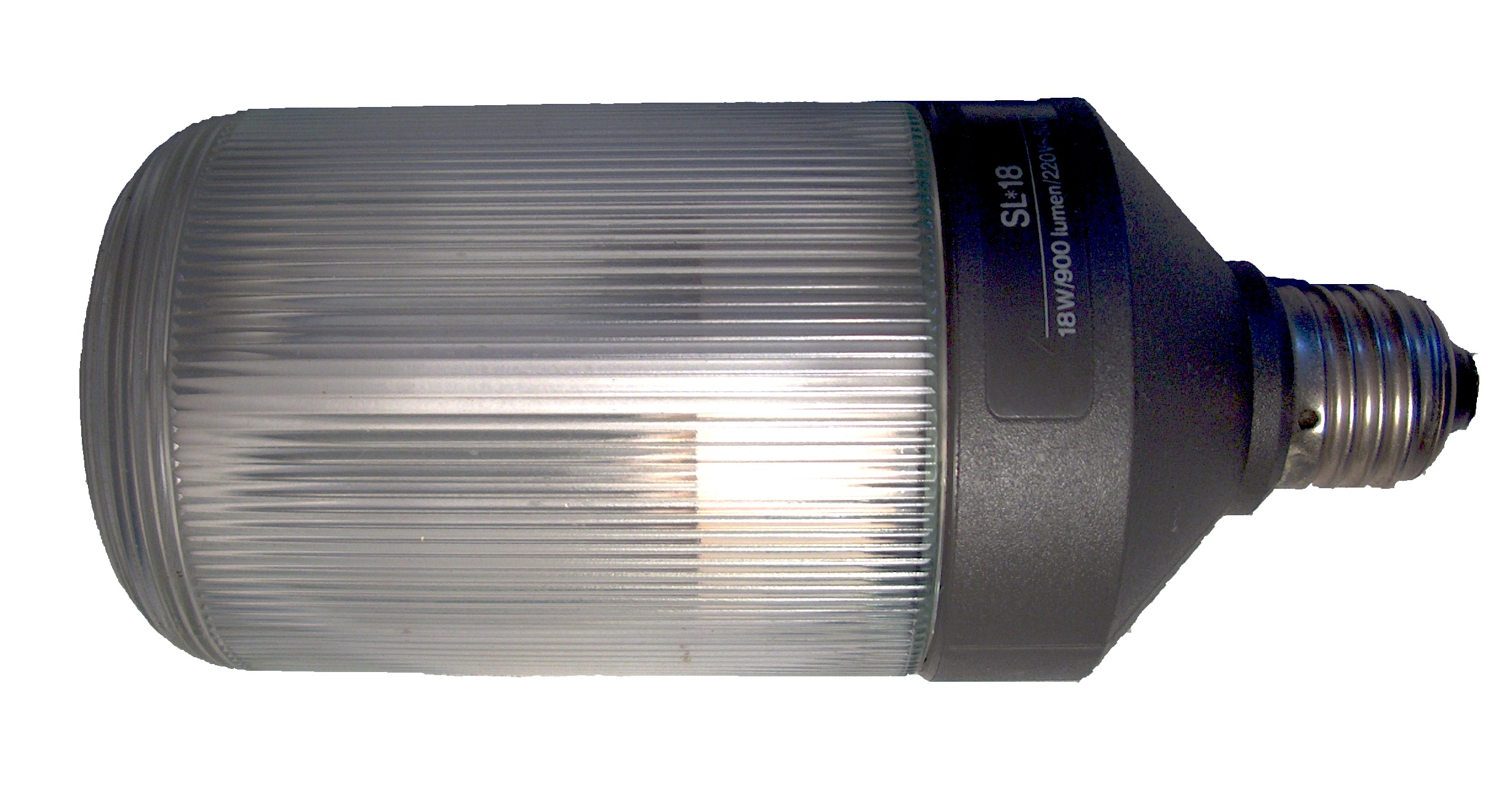
フィリップスが世界で初めて製品化した電球形蛍光灯「SL-lamp」。

1976年にゼネラル・エレクトリックのEdward E. Hammerらが電球形蛍光灯を試作したが、商品化はなされなかった。1979年に株式会日立製作所が、環形蛍光灯20形に安定器と電球口金を一体化させた「ルナペット」を発売した。ねじ込みランプソケットに挿入するだけで点灯する電球形蛍光灯の製品化は世界で初めての例となったが、外径は172mmに及び、外径60mm前後となる白熱電球の応用器具への電球置き換えには至らなかった。本格的な電球形蛍光灯としては、1980年にフィリップスが発売した外径が90mm程度の「SL-lamp」と、同年に東京芝浦電気株式会社が発売したボール型白熱電球（G形）と同じ大きさの「ネオボール」が祖となるが、価格は白熱電球の16倍と高価だった。

### 日本国
東京芝浦電気株式会社が1980年（昭和55年）に発売した「ネオボール」は、管径17.5mmのガラス管を用い、ガラス加工技術を駆使して湾曲・蛇行させた鞍形状の発光管と、小形・軽量化された専用チョークコイル安定器を具備し、外寸をボール型白熱電球（G形）に酷似させた。しかし、光束（明るさ）は60Wの白熱電球の810lmに対し550lmと及ばず、重量は白熱電球の14倍となる420gだった。「ネオボール」は1984年（昭和59年）に、希土類三波長蛍光体の採用することで光束を60Wの白熱電球と同等の810lmに改善させた。他方で、株式会社日立製作所は1983年（昭和58年）に内管分離形・外菅内放電形の電球形蛍光ランプ「こんぱく灯」を発売、三菱電機株式会社も1984年（昭和59年）に真空二重構造の「ピカッ灯ぴかいちくん」を発売した。いずれも、周囲の温度が変化しても高い効率を得る構造が特徴であったが、主流とはならなかった。一方で株式会社東芝は、1984年（昭和59年）に小型・軽量のインバータ（高周波点灯電子回路）安定器を具備した「電子ネオボール」を発売した。重量は半減し190gとなったが、より高価となった。株式会社日立製作所は1988年（昭和63年）に、蛍光管と電子回路を分離できる構造を採用することで蛍光管のみ交換可能な「ぶんり君」を発売した。松下電器産業株式会社は1990年（平成2年）に、即時点灯を可能とする電子スタータを具備した「ライトクイック」を発売した。これにより、玄関や廊下、便所などでの白熱電球からの置き換えが可能となった。東芝ライテック株式会社は、1998年（平成10年）にU字形に曲げた管径10.0mmのガラス管を3本束ねた3U形発光管により、発光管白熱電球（A形）とほぼ同じ大きさに小型化した「ネオボールZ」を、2005年（平成17年）には口金部分に電子回路を全て収め非発光部分を無くした「ネオボールZリアル」を発売した。松下電器産業株式会社は2008年（平成20年）に、電球形蛍光灯に白熱電球を内蔵し、電源投入直後は白熱電球が1分間点灯し瞬時点灯を補う「ハイブリッド点灯方式」を採用した「パルックボールプレミアQ（クイック）」を発売した。
日本国政府は、2010年（平成22年）6月に閣議決定した第三次エネルギー基本計画で、2020年までに蛍光灯の販売を終了することを目標に掲げた。また、翌2011年（平成23年）3月の東日本大震災による電力逼迫から、蛍光灯応用器具から高効率次世代照明明（LED照明、有機EL照明）応用器具への置き換えが急加速した。主要な蛍光灯製造販売企業は、既存照明のLED照明置き換え需要に応えるため、製品群の充実を図った結果、電球形蛍光灯についてはLED電球でほぼ代替が可能となったことから、電球形蛍光灯を製造販売していた大手4社は、2024年（令和6年）3月までに事業から撤退した。
2025年現在、電球形蛍光ランプは朝日電器（ELPA）とオーム電機のみが製造しており、いずれもA型およびD型（発光管露出型）普及モデル（60形電球相当と100形電球相当）のみ（断熱材施工器具と密閉型器具には非対応）。電球形蛍光ランプは「2027年までに国内メーカー全社が生産を完全終了させる」方針が決まっており、今後はLED電球へ完全移行となる。

## 終焉
省エネルギーの観点から白熱電球の販売を規制する動きが各国で起こった。豪州が2010年に全面禁止を決めると、欧州連合や米国、日本国なども追従した。これにより、電球形蛍光灯は代替光源として期待されたが、2017年に水銀に関する水俣条約が発効すると、水銀を使用する電球形蛍光灯の販売も規制されることとなった （2023年現在、2025年末での製造・輸出入禁止が既に決まっている） 。この間にもLED電球の低価格化は急速に進み、LED電球が電球形蛍光灯に代わって代替光源となりつつある。

## 脚註

### 註釈
1. 1 2 3 4  白熱電球や電球形蛍光灯の形状及び寸法は日本産業規格（JIS C 7620-2やJIS C 7710など）で定められてい、電球形蛍光灯の形状にはA形（一般電球形状）やG形（ボール電球形状）などがある[2][5]。
2. 1 2 3 4 5 6  東芝グループの蛍光灯製造販売事業は、社名変更やグループ再編などにより1984年（昭和59年）3月31日までは東京芝浦電気株式会社が、翌4月1日からは株式会社東芝が、1989年（平成元年）2月1日からは東芝ライテック株式会社が担っている[6][7]。
3. 1 2 3  日立グループの蛍光灯製造販売事業は、グループ再編や社名変更などにより2002年（平成14年）4月1日からは日立ホーム・アンド・ライフ・ソリューション株式会社が、2003年（平成15年）4月1日からは日立ライティング株式会社が、2010年（平成22年）10月1日からは日立アプライアンス株式会社が、2019年（令和2年）4月1日からは日立グローバルライフソリューションズ株式会社が担った[15][16][17][18]。
4. 1 2  三菱電機株式会社は蛍光灯製造販売事業を、1989年（平成元年）に三菱電機照明株式会社へ移管している[22]。
5. 1 2 3 4  パナソニックグループの蛍光灯製造販売事業は、社名変更やグループ再編などにより2008年（平成20年）9月30日までは松下電器産業株式会社が、翌10月1日からはパナソニック株式会社が、2014年（平成26年）4月1日からはパナソニックライティングデバイス株式会社が担っている[25]。
6. ↑  NECグループの蛍光灯製造販売事業は、グループ再編や事業譲渡などにより、2000年（平成12年）に日本電気ホームエレクトロニクス株式会社からNECライティング株式会社に分離、2019年（平成31年）には株式会社ホタルクスに譲渡された[33]。
7. ↑  日本国において電球形蛍光灯を製造販売する企業は、2014年（平成26年）12月の時点でNECライティング株式会社[注 6]、株式会社オーム電機、東芝ライテック株式会社[注 2]、パナソニック株式会社[注 5]及び三菱電機照明株式会社[注 4]の5社だったが、2022年（令和4年）7月現在は 朝日電器株式会社、株式会社オーム電機及びパナソニック株式会社[注 5]の3社となった[34][35]。